# ویدئولن

لوگوی مشترک تمامی پروژه‌های ویدئولن

ویدئولَن (انگلیسی: VideoLAN) یک سازمان غیرانتفاعی است که نرم‌افزارهایی برای پخش ویدئو و سایر فرمت‌های رسانه ای توسعه می‌دهد. این سازمان در ابتدا دو برنامه برای جریان رسانه‌ای با نام ویدئولن کلاینِت (به اختصار وی‌اِل‌سی انگلیسی: VLC) و ویدئولن سرور (به اختصار وی‌اِل‌اِس انگلیسی: VLS) ساخت، اما از آنجایی که اکثر ویژگی‌های VLS در VLC گنجانده شده بود، به وی‌ال‌سی مدیا پلیر تغییر نام داده‌است.